# Say Nuth Khaw Yum Provincial Park

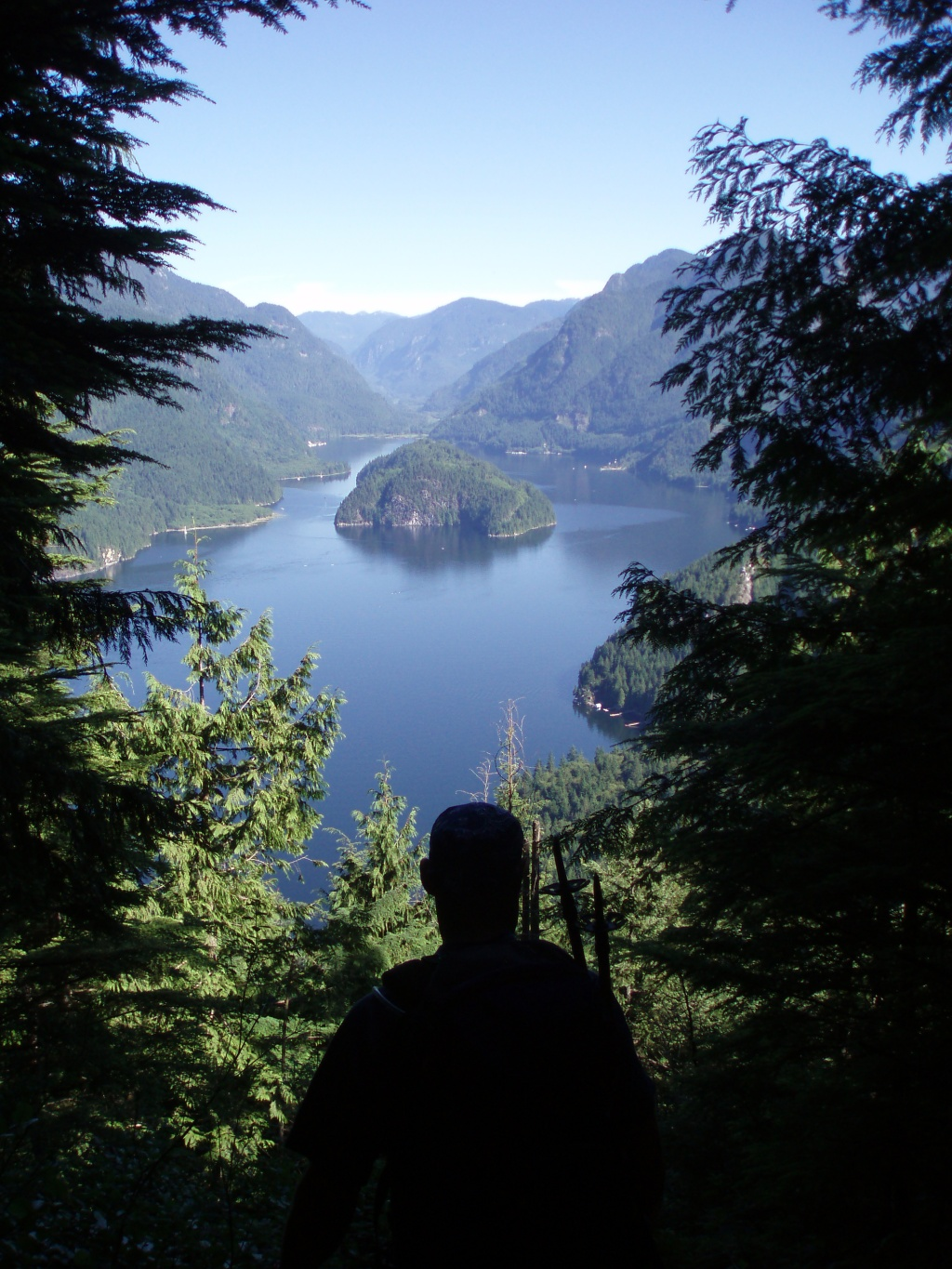
Nördlicher Teil des Indian Arm mit Croker Island

Der Say Nuth Khaw Yum Provincial Park ist ein 6.689 Hektar großer Provincial Park in der kanadischen Provinz British Columbia. Bis zu seiner Umbenennung im Jahr 2014 hieß der Park in Greater Vancouver noch Indian Arm Provincial Park.

## Anlage
Der Park ist ein Conservation Park, der die Ufer des Indian Arm schützt, einem Fjord, der sich 18 Kilometer lang nördlich vom Burrard Inlet aus erstreckt. Er erstreckt sich über das östliche und westliche Ufer des oberen Indian Arm nördlich von North Vancouver. Westlich an den Park grenzt der Mount Seymour Provincial Park.
In der Eiszeit war das Gebiet stark vergletschert. Das Gebiet reicht vom Meeresspiegel bis zu rauen, bewaldeten und bis zu 1.000 Meter hohen Bergen mit mehreren Bergseen und zahlreichen Bächen und Wasserfällen, darunter die 50 Meter hohen Granite Falls und die Silver Falls, mit denen der Elsay Creek in den Indian Arm mündet. Im oberen Indian Arm liegt die Insel Croker Island, der Park schließt auch die Inseln Racoon und Twin Islands mit ein, drei kleinere Felsinseln mit spärlicher Vegetation im unteren Indian Arm.
Im östlichen Teil geht der Park direkt in die Buntzen Lake Recreation Area über, die vom Stromerzeuger BC Hyro unterhalten wird. Kern der Recreation Area ist der Buntzen Lake, ein 182 Hektar großer und 4,8 Kilometer langer Bergsee, der nach Johannes Buntzen, dem ersten General Manager der B.C. Electric Co. benannt wurde. Schon 1903 wurde am Ufer des Indian Arm ein erstes Wasserkraftwerk zur Stromerzeugung Vancouvers in Betrieb genommen, das mit Wasser aus dem Buntzen Lake betrieben wurde. Das Kraftwerksgebäude wurde von Francis Rattenbury entworfen. 1914 wurde ein zweites Kraftwerk in Betrieb genommen, dass heute noch Strom erzeugt. Außerdem dient das Wasser des Sees zum Betrieb eines Gaskraftwerks. Der Bergsee selbst dient als Naherholungsgebiet und kann mit Kanus befahren werden.
Bei dem Park handelt es sich um ein Schutzgebiet der Kategorie II (Nationalpark).

## Geschichte
Das Gebiet des Parks wird von den First Nations Say Nuth Khaw Yum genannt, was so viel wie Schlangenland bedeutet. Das Gebiet wird seit tausend Jahren von den Burrard und anderen Stämmen der Küsten-Salish genutzt. Als Kern ihres Siedlungsgebiets ist das Gebiet für die Burrard von großer Bedeutung. 1908 wurde im Indian Arm ein Fährbetrieb aufgenommen. 1910 kaufte Baron Gustav Konstantin von Alvensleben ein seit 1906 begonnenes Projekt für Touristen auf und ließ das Wigwam Inn am Nordende des Indian Arm als Ausflugsziel errichten, das täglich von Dampfschiffen angefahren wurde. Von Alvensleben wurde jedoch während des Ersten Weltkriegs enteignet. Bis 1963 wurde der Wigwam Inn weiter als Ausflugsziel betrieben, heute befindet er sich im Besitz des Royal Vancouver Yacht Club. Die Twin Islands wurden schon 1905 als eine der frühesten Recreational Reserves der Provinz geschützt, Racoon Island seit 1951. Die Recreational Reserves erhielten 1981 den Status eines Provincial Park. Der Indian Arm Provincial Park wurde 1995 gegründet, um die Urwälder vor Holzfällerei, teils durch Hubschrauber (sogenanntes Heli-Logging) und vor Zerstörung durch ungeregelte Freizeitnutzungen zu schützen. Die Burrard wurden an der Gründung des Parks nicht beteiligt, doch schlossen sie 1998 mit der Provinz British Columbia eine Vereinbarung, wonach sie den Park gemeinsam mit der Provinz verwalten, die Natur und das kulturelle Erbe bewahren und für Erholungszwecke zugänglich machen. Der Park enthält mehrere bedeutende archäologische Stätten der Burrard, die allerdings streng geschützt sind und nicht besichtigt werden können.
Nach seiner UmBenennung 2014 wurde im selben Jahr auch sein Schutzstatus und seine Grenzen mit dem Protected Areas of British Columbia Amendment Act neu definiert. Dabei änderte sich auch seine Größe auf die jetzige Größe.

## Flora und Fauna
Der Park liegt im gemäßigten Regenwald und innerhalb des Ökosystems von British Columbia wird das Parkgebiet verschiedenen biogeoklimatischen Zonen zugeordnet. Im Park kommen die folgenden Zonen und Subzonen vor: Alpine Tundra Zone – Costal Subzone, Mountain Hemlock Zone – Moist Maritime Subzone, Coastal Western Hemlock Zone – Dry Maritime Subzone und Coastal Western Hemlock Zone – Very Wet Maritime Subzone. Diese biogeoklimatischen Zonen zeichnen sich durch das gleiche bzw. ein sehr ähnliches Klima und gleiche oder ähnliche biologische sowie geologische Voraussetzungen aus. Daraus resultiert in der jeweiligen Zonen dann ein sehr ähnlicher Bestand an Pflanzen und Tieren.
Die steilen Berge entlang des Ufers sind großflächig noch mit Urwald bedeckt, hauptsächlich mit Berg-Hemlocktannen, Westamerikanischen Hemlocktannen, Nootka-Scheinzypressen, Douglasien und Rot-Erlen. Die Wälder in den tieferen Lagen haben dichtes Unterholz mit Schwertfarnen, Rippenfarnen und Shallon-Scheinbeeren. Zwischen den Twin Islands erstreckt sich ein Gezeitentümpel mit einer Vielfalt von Krabben, Muscheln und anderen Meerestieren.
Am Ufer kann man häufig Schwarzbären sehen, dazu kommen zahlreiche Tiere der westlichen Regenwälder wie Maultierhirsche, Kojoten, Pumas und kleinere Säugetiere und Amphibien. Der Indian Arm ist im Herbst mancher Jahre Schauplatz der Wanderung von 60.000 Buckellachsen, die man dann entlang der Ufer springen sieht, um zu ihren Laichgründen in den Indian River zu gelangen. Jährlich kommen Hundslachse in großer Zahl in den Indian Arm, in kleinerer Zahl auch Königslachse und Silberlachse. Die Lachswanderungen ziehen zahlreiche Adler und Seehunde an. Weitere häufige Fischarten sind Cutthroat-Forellen und Regenbogenforellen.

## Aktivitäten
Der Park ist in erster Linie per Boot erreichbar, eine Forststraße zum Park ist für die Öffentlichkeit geschlossen. Der östlich gelegene Parkteil ist über das Buntzen Lake Recreation Area erschlossen. Der Park ermöglicht eine Vielzahl von Freizeitaktivitäten. Der Indian Arm ist ideal für Motorboot-, Kanu- und Kajakfahren und zum Sporttauchen. Der Indian River und die Unterläufe von zahlreichen Bächen bieten perfekte Gelegenheiten zum Angeln. Durch die bewaldeten Berge führen zahlreiche Wanderwege. An mehreren Stellen ist Zelten möglich.